# Torre di Priero
La torre di Priero (o torre Maestra) è una torre cilindrica di origine medioevale situata nell'omonimo comune, in provincia di Cuneo.

## Storia

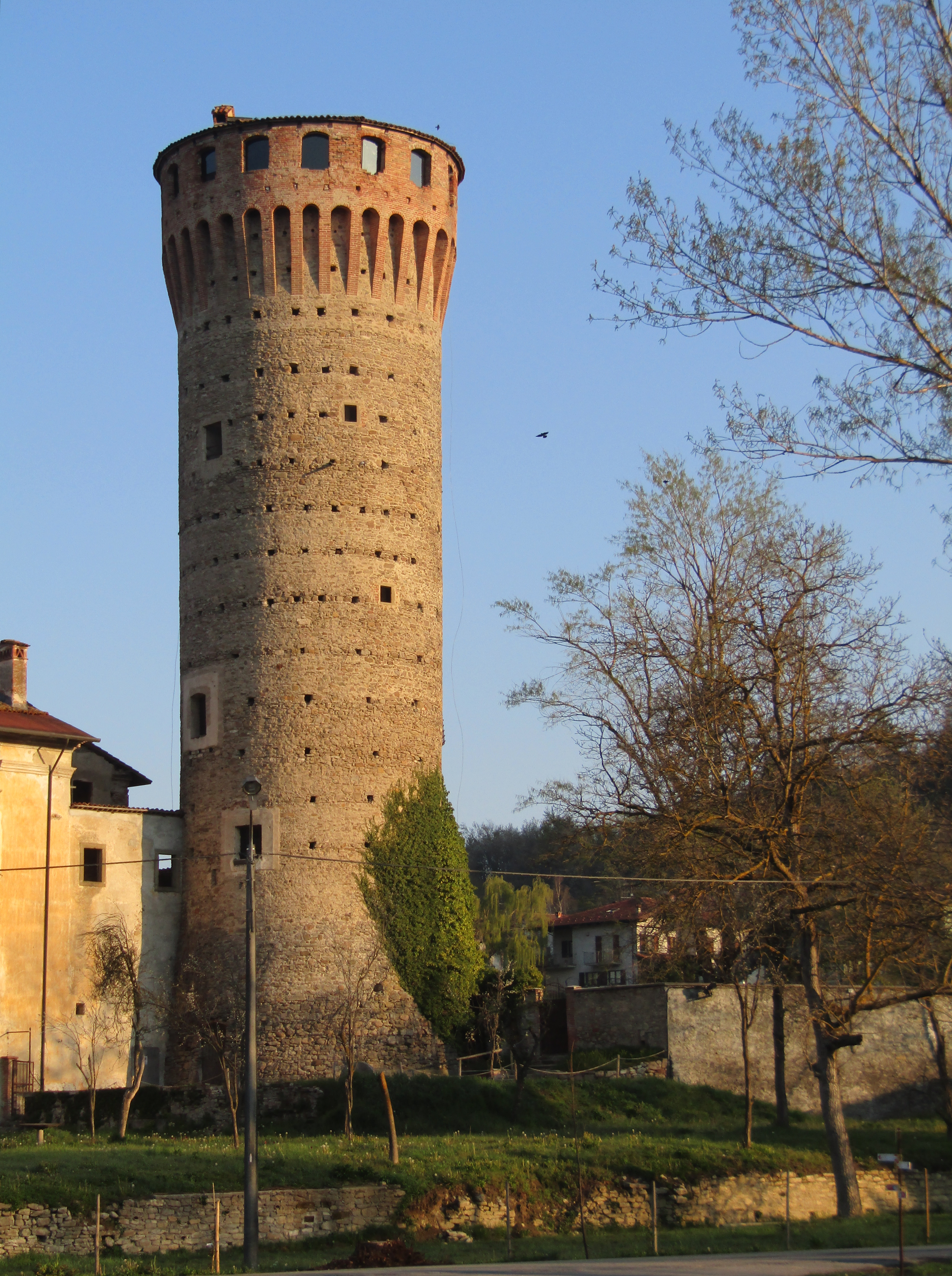
Vista dal sud-est

Il primo nucleo di Priero, dipendente da un visconte imperiale, risale all'Anno Mille. Era costituito da una pieve e un piccolo ricetto, situati in posizione rialzata in località Poggio, poco a sud dell'attuale abitato. Nel Trecento la zona venne abbandonata e la popolazione di Priero concordò con il Marchese di Ceva, che nel frattempo aveva ottenuto la signoria sulla zona, la ricostruzione del villaggio (denominato “Borgo Nuovo”) nella sua attuale collocazione. L'accordo venne ratificato il 30 giugno 1387. Il paese fu fortificato ed era percorso dalla strada tra Ceva e Savona, che passava per le due porte di accesso all'abitato. Era protetto da quattro torri angolari, l'unica delle quali ancora intatta è quella situata nell’angolo nord-est delle mura perimetrali, a guardia dell'accesso da Montezemolo.. La torre, molto alta, viene definita Torre Maestra. Le altre torri vennero invece inglobate successivamente nelle abitazioni che compongono il borgo storico.

## Descrizione
La torre ha forma cilindrica ed è alta 36 metri. La muratura è di pietra grigia, ed è traforata da file di buche pontaie. Presenta alcune aperture rettangolari, realizzate in un'epoca successiva alla costruzione del corpo dell'edificio. Nella parte superiore il coronamento della torre sporge a sbalzo, sorretto da una fila di beccatelli alti e che si congiungono tra loro ad arco, intervallati da caditoie. È attualmente sormontata da una copertura conica in coppi, ma originariamente la sua parte superiore era scoperta e terminava con una merlatura. Una scala interna di circa 200 gradini permette di raggiungere la sommità della torre.

## Accesso

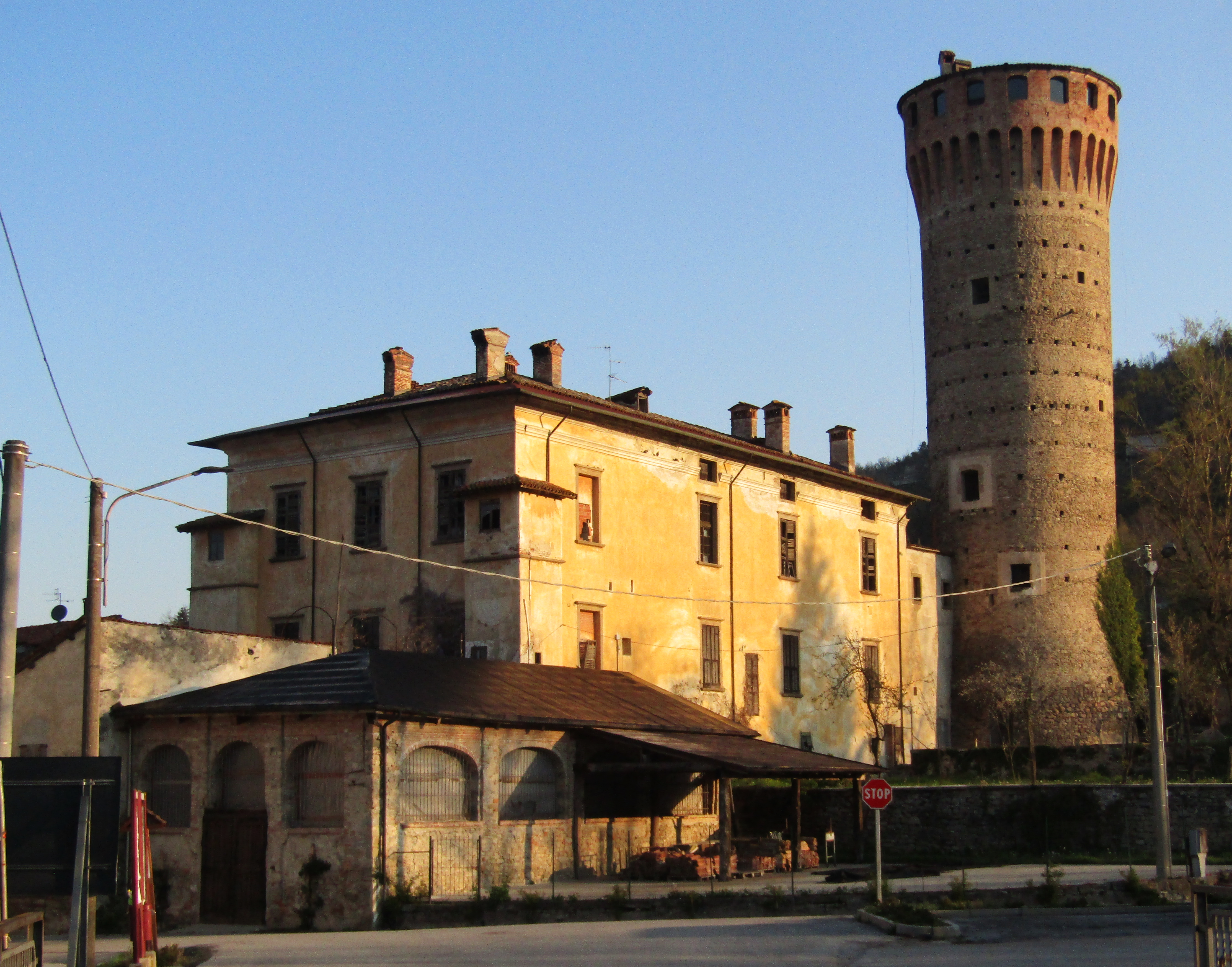
Vista dalla riva sinistra della Cevetta

A partire dal 2020 la torre può essere visitata. È necessario prenotare la visita e versare un piccolo contributo, dal quale sono esentati i minori di 12 anni. La visita dura poco più di un'ora.